# 8P/Tuttle
8P/Tuttle es un cometa periódico Sistema Solar, perteneciente a la familia del cometa Halley. El cometa fue descubierto en el 9 de enero de 1790 por el astrónomo francés Pierre Méchain El cometa fue visible durante un corto período, la última observación fue realizada el 1 de febrero de ese año. Méchain no calculó la órbita y el número insuficiente de observaciones no permiten reconocer el comportamiento periódico del cometa.
Su último perihelio fue en enero de 2008 y hasta febrero fue observable telescópicamente para los observadores del hemisferio sur en la constelación Eridanus. El 30 de diciembre de 2007 estuvo en estrecha conjunción con la galaxia espiral M33. El 2 de enero de 2008, paso a una distancia de la tierra de 0,25 UA. 

## Contacto binario
Observaciones de radar del cometa Tuttle en enero de 2008 en el observatorio de Arecibo, muestran que tiene un contacto binario. El núcleo del cometa se estima que tenga alrededor de 4,5 km de diámetro, utilizando el diámetro equivalente de una esfera con un volumen igual a la suma de una esfera de 3 y 4 km.

## Imágenes adicionales

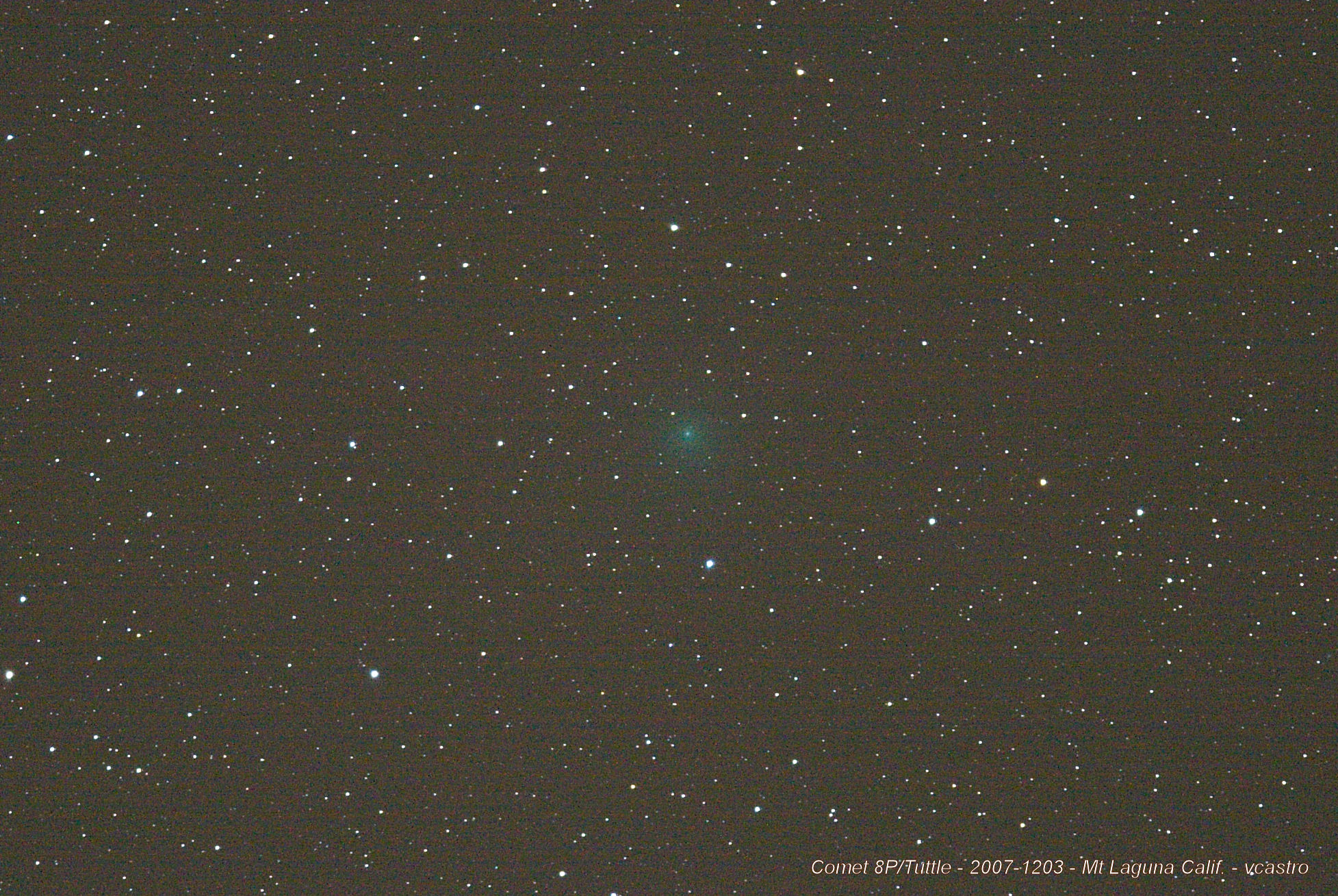
Imagen de 8P/Tuttle el 3 de diciembre de 2007 tomada desde Mount Laguna, California
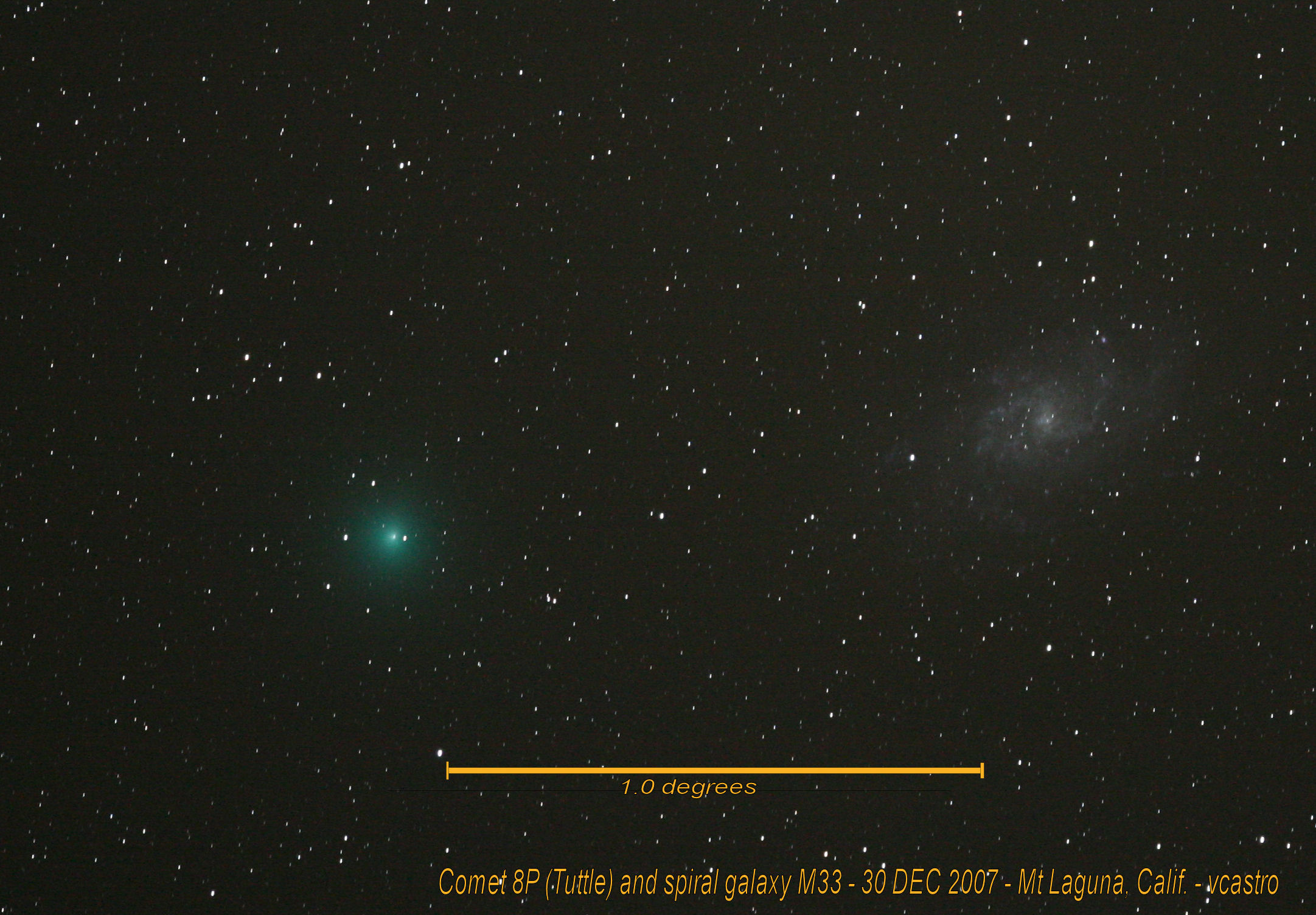
Cerca de 1,2 grados de M33 el 30 de diciembre de 2007.